# Європейська асоціація еволюційної політичної економії
The European Association for Evolutionary Political Economy (ЕАЕРЕ; Європейська асоціація еволюційної політичної економії) — міжнародне співтовариство учених-економістів. Організація заснована в Лондоні в 1988 р.

## Мета
Метою асоціації є розвиток економічної теорії і політики динамічними і реалістичними методами. Асоціація підтримує дослідження в традиції таких різних авторів як Д. Коммонс, Н. Калдор, М. Калецький, В. Капп, Дж. М. Кейнс, А. Маршалл, К. Маркс, Г. Мюрдаль, Е. Пенроуз, Ф. Перру, К. Поланьї, Дж. Робінсон, Й. Шумпетер, Г. Г. Саймон, А. Сміт, Т. Веблен і М. Вебер.

## Діяльність
Товариство видає Journal of Institutional Economics.
Асоціація проводить щорічні конференції з 1989 р. Останні конференції пройшли:
- 2004 — о. Крит (Греція);
- 2005 — Бремен;
- XVIII конференція пройшла з 2 листопада по 4 листопада 2006 р. в Стамбулі;
- XIX пройшла з 1 по 3 листопада 2007 в Порто.

### Премії
Товариство щорічно присуджує 3 премії:
- Премію В. Каппа (€2000) — за найкращу публікацію на теми інституційної економіки;
- Премію Г. Мюрдаля (€2000) — за найкращу монографію на ту ж тему;
- Премію молодому економістові ім. Г. Саймона (€1000) — за найкращу доповідь молодого економіста на конференції товариства.